# فروم تراژان

نگاره‌ای پهن از فروم تروجان در رُم، ایتالیا. این فروم رومی به دستور امپراتور تراژان و توسط معمار برجستهٔ رومی آپولودور دمشقی، در سال ۱۰۶ میلادی، ساخته‌شد.

فروم تراژان (لاتین: Forum Traiani) آخرین فروم ساخته شده در روم باستان بود که معمار آن آپولودوروس از دمشق بر ساخت آن نظارت داشت.

## مقدمه
این فروم یکی از آخرین و بزرگ ترین مجموعه پنج فروم رم است که به دستور امپراتور تراژان و بعد از پیروزی در جنگ و فتح داکیه ( بین سال‌های ۱۰۱ تا ۱۰۵ میلادی) ساخته شد.  فاستی اوستینسس (Fasti Ostienses) معتقد است که ساخت این فروم در سال ۱۰۶ م آغاز و در سال۱۱۳ م افتتاح شد. 
این مجموعه شامل پنج فضای عمومی رسمی بود که در کنار فروم روم و تپه کاپیتولین قرار داشت.
برای ساختن این مجتمع عظیم، حفاری گسترده مورد نیاز بود و کارگران اطراف مسیر کاخ سلطنتی به سمت تپه را از میان برداشتند تا فضای باز لازم برای محل سخنرانی امپراتور و ساختن فروم فراهم گردد. فضای ایجاد شده در این فروم، امکان برگزاری دادگاه‌ها، سخنرانی‌ها، مراسم دولتی و اعلام قوانین را فراهم می‌کرد.

## تاریخچه

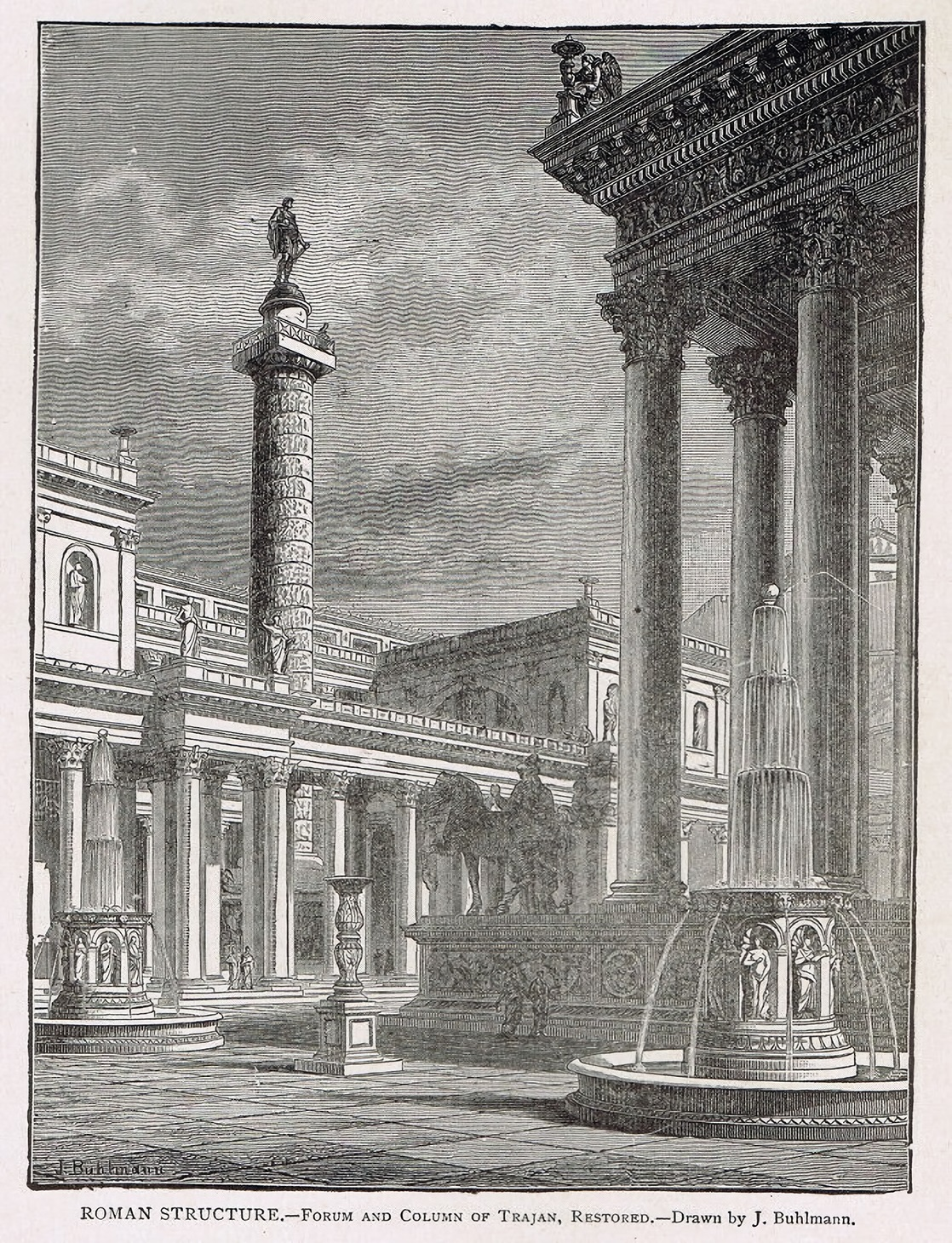
نمای بازسازی ستون تراژان در تالار گفتمان

فروم تراژان، این شاهکار معماری رومی، آخرین و بزرگ‌ترین فرومی بود که امپراتوری روم به خود دید. مجموعه‌ای از پنج فضای عمومی باشکوه که درست کنار فروم روم و تپه کاپیتولین قرار داشت. تراژان این فروم را برای جشن گرفتن پیروزی‌هایش در جنگ‌های داکیان ساخت، جنگی که بین سال‌های ۱۰۱ تا ۱۰۵ میلادی به طول انجامید.
قلب این مجموعه، تالار بزرگ باسیلیکایی بود که در کنار ویا بیبراتیکا قرار داشت. این باسیلیکا یک بنای مهم در معماری محسوب میشد. فروم تراژان خیلی زود به یکی از مهم‌ترین مراکز رسمی پایتخت تبدیل شد، جایی که همه‌چیز از دادگاه‌ها گرفته تا مراسم دولتی در آن برگزار می‌شد.
قرن نهم برای فروم تراژان حوادثی رخ داد. دو زمین‌لرزه عظیم، یکی در سال ۸۰۱ و دیگری در ۸۴۷ میلادی، آسیب‌های جدی به آن وارد کرد. زمین‌لرزه دوم بقدری شدید بود که باعث آتش‌سوزی بزرگی در محله اطراف باسیلیکای سنت پیتر شد.
با گذشت زمان، مردم به فروم تراژان نام جدیدی دادند: "کامپو کارلئو". حتی ستون معروف تراژان نیز نامش تغییر کرد و به "ستون هادریان" معروف گردید. بعضی معتقدند هادریان معبدی برای پدرش ساخته بود که دقیقاً در راستای همین ستون قرار داشت.
با وجود تمام این فرازونشیب‌ها، فروم تراژان تا مدت‌ها مردم را به حیرت وا می‌داشت. عظمت این بنا حتی بعد از قرن‌ها هنوز هم قابل مشاهده بود.

## معماری
فوروم تراژان آخرین، بزرگترین و پیچیده‌ترین فوروم‌ه امپراتوری است، که از پنج فضای عمومی رسمی مجاور به فوروم رومانوم و تپه کاپیتولین تشکیل میشود.
فوروم تراژان توسط معمار و مهندس مورد علاقه تراژان، آپولودوروس دمشقی طراحی شد و در سال ۱۱۳ میلادی افتتاح گردید و یکی از شاهکار های معماری رومی به شمار میرود. 

### پلان و چیدمان
در شرق و غربِ میدان مرکزی فوروم، ایوانهایی با ستونهای کرنتی هرکدام با طبقه ی بالایی مرتفعی (طبقهای بالاتر از تاج قرنیز) قرار داشتند.
پشت هر ایوان، تالاری نیم دایره شکل (همیسایکل) بود که دیوارهایش توسط پیلسترها به دهانه هایی تقسیم میشد و یک فرورفتگی مستطیلی مرکزی را قاب میگرفتند.  
در انتهای شمالی میدان، باسیلیکا اولپیا قرار داشت، دادگاهی که به نام خاندان تراژان نامگذاری شده است، و بزرگترین و باشکوهترین ساختمان فوروم به شمار میرود. این بنا دارای نمایی دوطبقه است با ستونهای کرنتی در پایین و یونانی در بالا. 
طبقه ی بالایی مرتفع آن، بازتولید بزرگم قیاسی از طبقات بالایی ایوانها بود، و مجسمه هایی بزرگتر از اندازه ی واقعی انسان، از جنس برنز زراندود، سه ایوان برجسته را تاجگذاری کرده اند.  
در مرکز، مجسمه های از تراژان است که در حال راندن ارابه ی پیروزی با چهار اسب است؛ و در طرفین، ارابه هایی مشابه با دو اسب دیده میشوند. ایوان یونانی طبقه ی دوم به عنوان نورگیر صحن اصلی عمل میکند، و سقف های ساختمان از چوبی با ورقه های نازک برنز زراندود پوشیده شده اند.  
پشت باسیلیکا و در دو طرف ستون تراژان، دو کتابخانه ی مشابه قرار دارد؛ که تنها کتابخانه ی غربی حفاری شده است. هرکدام تالاری مستطیلی شکل با سقفی از طاق ضربی بلند اند؛ درون هرکدام، دو ردیف ستونهای کرنتی، طاقچه هایی را قاب میگیرند که حدود ۲۲٬۰۰۰ طومار در آنها نگهداری میشود. هر طاق دارای پنجرهای بزرگ و قوسی شکل است که نور کافی برای خوانندگان فراهم میکند.  
در انتهای شمالی فوروم، فراتر از کتابخانه ها و ستون، معبد تراژان قرار دارد؛ معبدی که توسط جانشین تراژان، هادریان، در سال ۱۲۸ میلادی تکمیل و وقف شد.  
اگرچه این ساختمانها از لحاظ طرح کلی ساده اند، اما از ابزارهای بصری ظریف و متنوعی استفاده میکنند تا پیامهای امپراتوری تراژان را منتقل کنند. یکی از مهمترینِ این ابزارها، اصل «موضوع اوجدار و تنوع» است. 
یک واحد بزرگ مقیاس — یک نیم دایره یا دایرهی جزئی که با عنصر مستطیلی مرکزی شکسته میشود — چندین بار در سراسر فوروم ظاهر میشود و در هر نوبت بزرگتر و پیچیده تر میگردد.  
اولین بار این الگو در انتهای جنوبی فوروم در دیوار محصور منحنی ظاهر میشود، که در مرکز توسط طاقی باشکوه شکافته شده است و به عنوان ورودی اصلی عمل میکند. این الگو مشابه طرح نیم دایره هایی است که در آنها، فرورفتگی مستطیلی با دو ستون، جایگزین حجم سه بعدی طاق ورودی شده است. اپسهای باسیلیکا اولپیا، این الگو را با «سکوهای داوری» بهعنوان عناصر مرکزی تکرار میکنند؛ و الگوی مستطیلی آن بار دیگر در فضای داخلیِ کتابخانه ها دیده میشود.

### نماها و جزئیات خارجی
ستون تراژان عمدتاً به دلیل نقوش برجسته مارپیچی که پیروزی‌های او را در جنگ‌های داکیان جشن می‌گیرند شناخته شده است، اما همچنین یک بنای معماری پیچیده است که نشان‌دهنده یک شاهکار مهندسی چشمگیر است. این ستون از ۲۹ بلوک مرمر لونا با وزن ۲۵ تا ۷۷ تن تشکیل شده است که بلندترین آن‌ها باید تا ارتفاع ۳۸.۴ متری از سطح زمین بالا برده می‌شد.

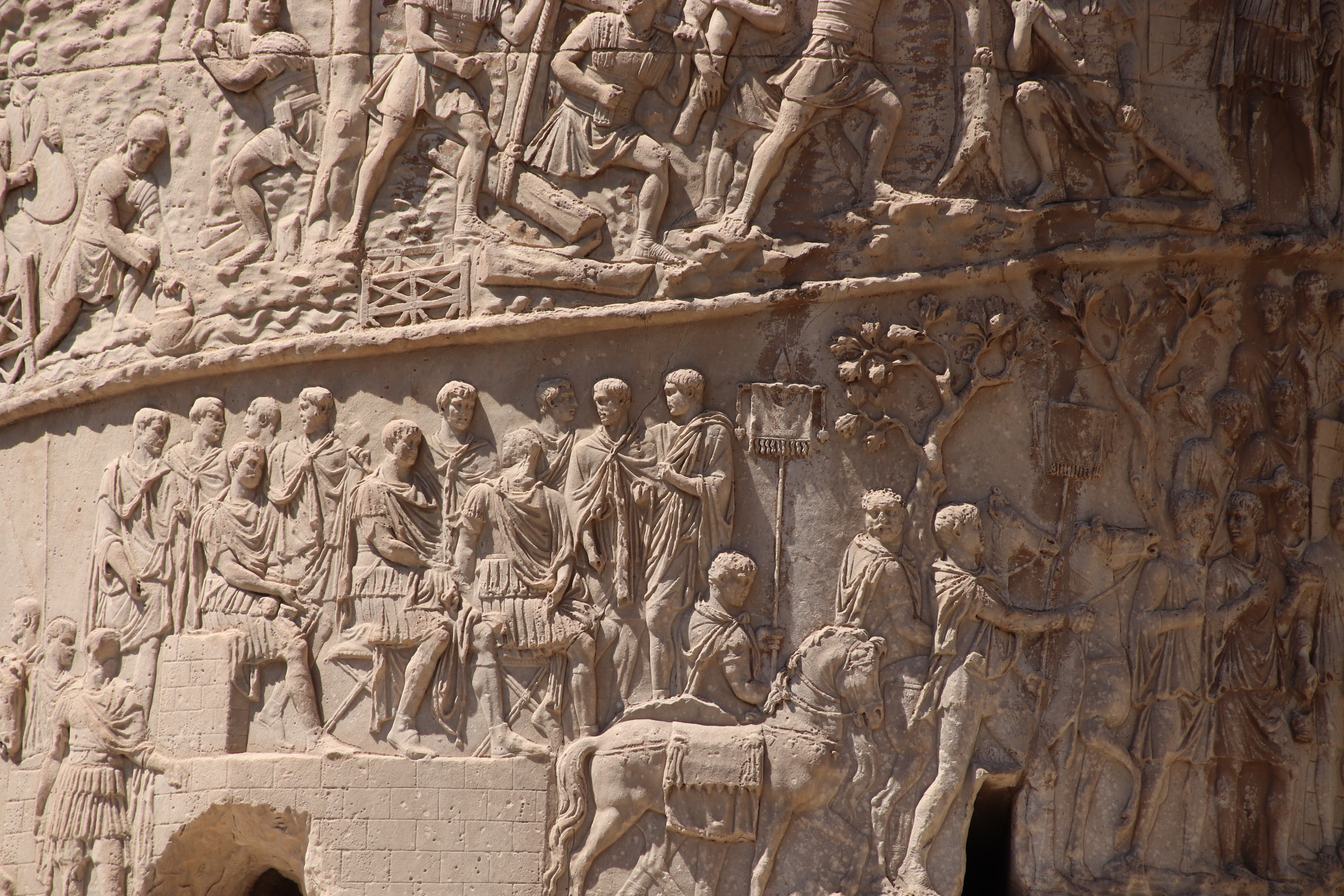

در میدان تراژان، مجسمه‌های اسیران داسیِ افسرده در مقابل پایه‌های طبقه‌ی بالا، تسلیم دشمن را به نمایش می‌گذاشتند. تصاویر تمام‌قد سرداران در قاب‌های پنج‌گانه و نیم‌تنه‌های افسران در مدال‌های بالایی، مهم‌ترین دستیاران امپراتور را گرامی می‌داشتند. نمادهای هنری در سراسر میدان، قدرت نظامی روم را تجلیل می‌کردند، از جمله ارابه‌های زراندود پیروزی بر طاق‌های ورودی و پرچم‌های طلایی بر باسیلیکا اولپیا. کتیبه‌های "EX MANUBIIS" نشان می‌دادند که هزینه‌های میدان از غنائم جنگ‌های داسی تأمین شده بود، در حالی که کتیبه‌های دیگر واحدهای نظامی شرکت‌کننده در این نبردها را یادبود می‌کردند. 

مجسمه‌های داسی‌ها در طبقات ساختمان‌های اطراف میدان، حتی با اندام‌های نیرومندشان، شکست نهایی آن‌ها را نشان می‌دادند. تاج‌های قرنیزهای سنگینی که این مجسمه‌ها حمل می‌کردند، نماد خدمت اجباری آن‌ها پس از شکست بود.در مرکز میدان، پیکره‌ی تراژان سوار بر اسب، نمادهای جنگ و پیروزی را به نمایش گذاشته بود، که به‌عنوان نقطه‌ی کانونی این مجموعه‌ی یادبود عمل می‌کرد.

#### نقش برجسته ها:
ستون تراژان: روایت نمادین فتوحات امپراتوری در سنگ
پایه ستون تراژان با نمایش انبوهی از سلاح‌ها و زره‌های بربرها، صحنه‌ای نمادین از غنائم جنگی و شکست دشمنان را ارائه می‌دهد. این نمادگرایی نظامی با حضور دو نماد پیروزی در وجه اصلی و عقاب‌های گوشه‌ها (نماد ژوپیتر) تکمیل می‌شود که هم بر قدرت نظامی تراژان و هم بر مشروعیت الهی حکومت او تأکید دارند  . تاج غول‌پیکر برگ‌ها در پایه، پیوند این پیروزی‌ها را با افتخارات اعطا شده توسط سنا به تصویر می‌کشد. 
بالاتر از این پایه نمادین، ستون با 29 بلوک مرمر لونا (25 تا 77 تنی) قد برافراشته و داستان فتوحات را در نقش‌برجسته‌های مارپیچی کم‌عمق خود روایت می‌کند  . این روایت بصری با بیش از 100 صحنه و 326 سازه معماری، نه تنها جزئیات جنگ‌های داسیان را نشان می‌دهد، بلکه از طریق عناصر تکراری مانند درخت انجیر و مجسمه مارس‌یاس، وحدت روایی ایجاد می‌کند . در این تصاویر، تضاد عمدی بین معماری رومی (70% سنگی با طاق‌ها و ستون‌بندی) و معماری داسی (56% چوبی با تخته‌بندی) به وضوح دیده می‌شود که نمادی از برتری تمدنی روم است. 

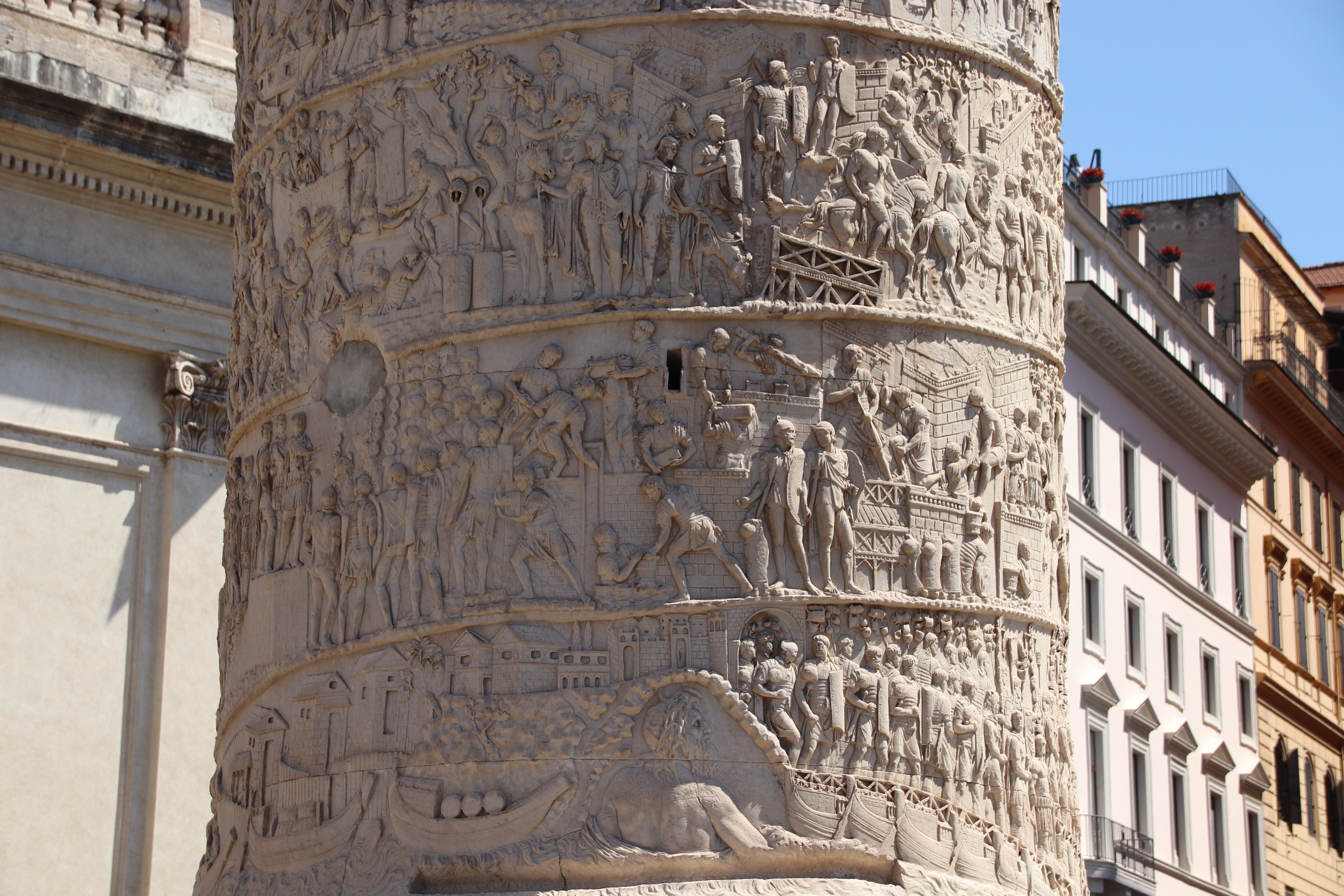

این نمادگرایی در جزئیات معماری به اوج می‌رسد: دژهای رومی با بلوک‌های سنگی منظم در مقابل سکونت‌گاه‌های چوبی داسی‌ها قرار گرفته‌اند . همین تمایز در تاج‌های قرنیز نمای جنوبی باسیلیکا و کلونادها که به صورت کنسولی بیرون زده‌اند ، و در صحنه‌های خاصی مانند «نقش بدهی» که پرایتورین‌ها را در حال سوزاندن اسناد دشمن نشان می‌دهد، ادامه یافته است . شخصیت‌های این صحنه‌ها، با حالت‌های استانداردی مانند دست راست خمیده و صورت چرخیده به چپ، به صورت نمادین طراحی شده‌اند. 
اوج این نمادگرایی در مرکز میدان دیده می‌شود، جایی که پیکره تراژان سوار بر اسب، نمادهای جنگ و پیروزی را بالا گرفته است . این تصویر در کنار مجسمه‌های داسی‌های اسیر که تاج‌های قرنیز را حمل می‌کنند (شکل ۱۱)، و ارابه‌های زراندود پیروزی بر طاق‌های ورودی، پیام روشنی درباره سرنوشت محتوم دشمنان روم و برتری بی‌چون‌وچرای این امپراتوری را منتقل می‌کنند. کتیبه‌های "EX MANUBIIS" که بر تأمین هزینه‌های میدان از غنایم دشمن تأکید دارند ، آخرین حلقه این زنجیره نمادین هستند که قدرت روم را هم در میدان جنگ و هم در میدان معماری و هنر به رخ می‌کشند.

#### مجسمه ها:
سلسله مراتب نمایشی در مجسمه‌ها 
مجسمه‌های میدان تراژان از سلسله مراتب دقیقی پیروی می‌کردند. در طبقات بالایی ایوان‌ها، تصاویر مدالی از امپراتورها و خویشاوندانشان در کنار اسیران داسی به نمایش گذاشته شده بودند. این چیدمان هوشمندانه، هم برتری روم و هم نظم سلسله مراتبی قدرت را به نمایش می‌گذاشت. دو تالار کوچک‌تر و حیاط ستون‌دار که ستون تراژان در آن قرار داشت، این نمایش قدرت را تکمیل می‌کردند.
مجسمه‌های اسیران داسی و معماری پیروزی
میدان تراژان با انبوهی از مجسمه‌های اسیران داسی تزیین شده بود که به صورت هدفمند در نقاط مختلف معماری جای گرفته بودند. چهار طاقچه در طاق نصرت ورودی میدان، هر یک مجسمه‌هایی را در خود جای داده بودند که بر شکوه این فضای پیروزی تأکید داشتند. این مجسمه‌ها در کنار تندیس‌های متعدد اسیران داسی که ستون‌ها، سرستون‌ها و طبقه بالایی بناها را آراسته بودند، نمایشی باشکوه از قدرت روم به شمار می‌رفتند. بازیلیکای اولپیا در شمال غرب میدان نیز با نماهای پیکره‌سازی شده‌اش، این پیام نمادین را تکمیل می‌کرد.  
اکووس تراژان: نقطه کانونی نمادین
در میان این همه مجسمه، تندیس عظیم "اکووس تراژان" (تراژان سوار بر اسب) جایگاهی ویژه داشت. این اثر هنری اگرچه از نظر فیزیکی دقیقاً در مرکز میدان قرار نداشت - بلکه نزدیک به خروجی جنوبی فوروم واقع شده بود - اما به دلیل ابعاد بزرگ و موقعیت استراتژیکش، به عنوان نقطه کانونی بصری میدان عمل می‌کرد. تأثیر این مجسمه به حدی بود که حتی سال‌ها بعد، کنستانتیوس اول و همراهانش را به شگفتی واداشت.  
آناغلیف‌ها و ارتباط با مجسمه‌ها
کشف آناغلیف‌ها در سال 1872 در نزدیکی محل احتمالی مجسمه مارس‌یاس و درخت انجیر مقدس، ارتباطی نمادین بین نقش‌برجسته‌ها و مجسمه‌های میدان را نشان می‌دهد. این تخته‌سنگ‌های ترکیبی که احتمالاً از مکان اصلی خود جابجا شده بودند، به همراه مجسمه‌های پورفیری که به "ایوان پورفیروجنتیک" نسبت داده می‌شدند، بر غنای هنری این فضای عمومی تأکید داشتند.  
کارکرد تبلیغاتی مجسمه‌ها تمامی این عناصر مجسمه‌ای در کنار هم، سیستمی نمادین را تشکیل می‌دادند که نه تنها به زیبایی بصری فضا کمک می‌کرد، بلکه پیام سیاسی روشنی درباره قدرت و شکست‌ناپذیری امپراتوری روم را به بینندگان منتقل می‌ساخت.  

### فضای داخلی
معماری داخلی مجموعه تراژان: سازماندهی و نمادگرایی

#### ساختار اصلی مجموعه
مجموعه تراژان شامل چند بخش کلیدی بود: یک میدان ستون‌دار با اکسدرا در شمال و جنوب (بازتابی از فوروم آگوستوس)، یک باسیلیکا، دو کتابخانه با ستون تراژان در میان آنها و معبد تراژان الهی شده در انتها. بازار تراژان در شمال این مجموعه قرار داشت که پس از تسطیح جزئی تپه کوئیرینال ساخته شد. ورودی اصلی مجموعه از طریق دروازه‌ای با سه دهانه شبیه طاق نصرت طراحی شده بود.

#### باسیلیکای اولپیا

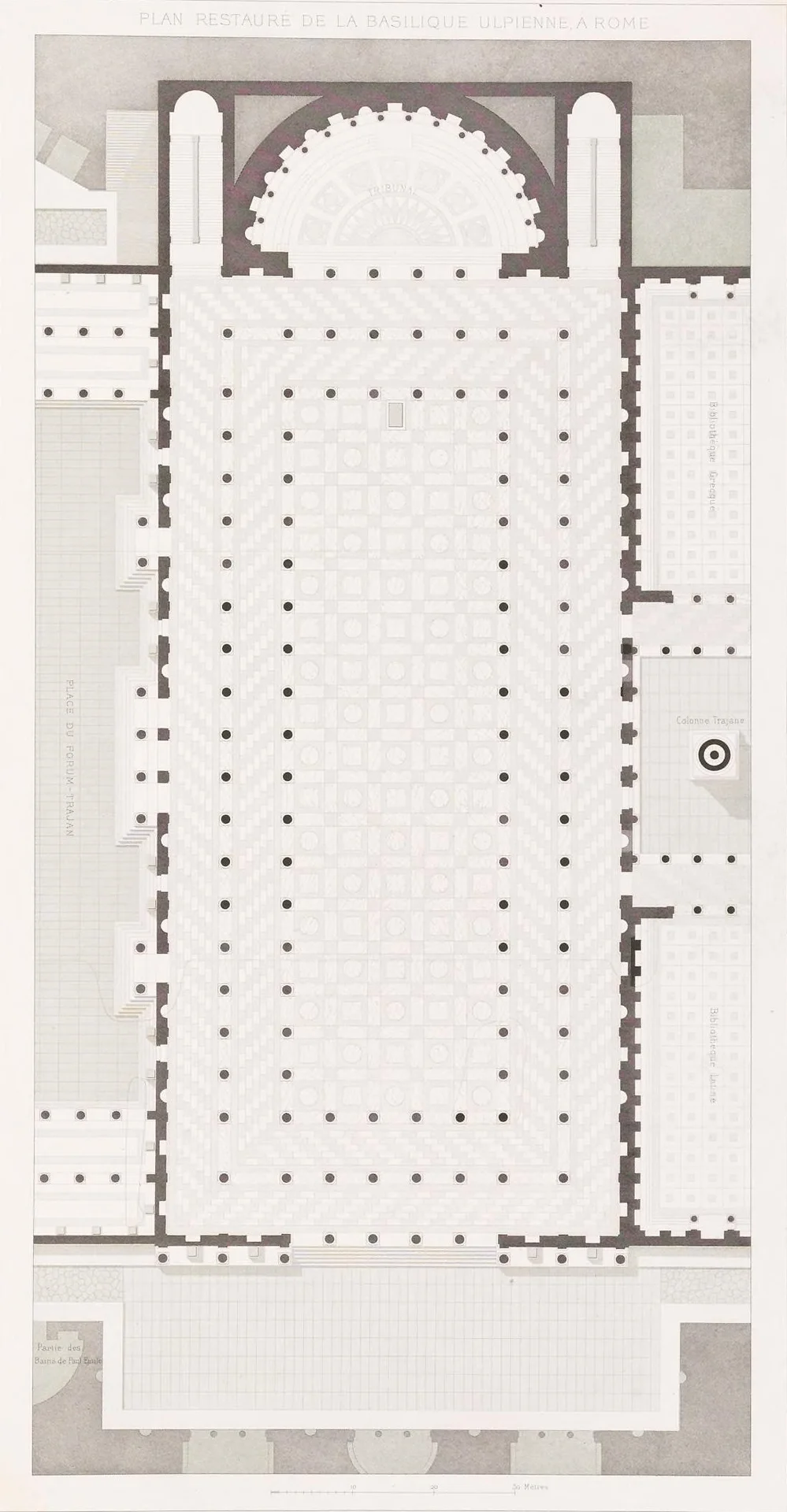

باسیلیکای اولپیا با طرحی غیرمعمول عرضی ساخته شده بود که ورودی‌های اصلی آن در اضلاع طولانی قرار داشتند.
فضای داخلی این باسیلیکا شامل:
- یک شبستان اصلی بزرگ
- دو راهرو جانبی
- دو محراب در انتهای کوتاه بنا:
```
 * محراب شمالی با مجسمه آزادی (محل آزادسازی بردگان)
 * محراب جنوبی احتمالاً به پرستش امپراتور اختصاص داشت
[
۱
]
```

#### کتابخانه
در ادامه مجموعه، دو کتابخانه مجزا برای آثار لاتین و یونانی قرار داشتند که ستون تراژان را در میان گرفته بودند. فضای موسوم به «پلاتئا تراژانا» توسط ساخت‌وسازهای مسکونی قرن دوم تا چهارم محصور شده بود و احتمالاً به عنوان منطقه‌ای آموزشی با قابلیت برگزاری سخنرانی‌ها و درس‌ها استفاده می‌شد. 

#### معبد تراژان
معبد تراژان در انتهای شمال غربی مجموعه قرار داشت و ویژگی‌های خاصی داشت:
- طراحی غیرسنتی به صورت حیاط ستون‌دار مقدس با ستون تراژان در مرکز
- کتیبه‌های اختصاص یافته به «divus Traianus» و «diva Plotina»
- نمای ساخته شده از مرمر سفید
- موقعیت مورب که توجه را به سمت خود جلب می‌کرد 

#### بازار تراژان

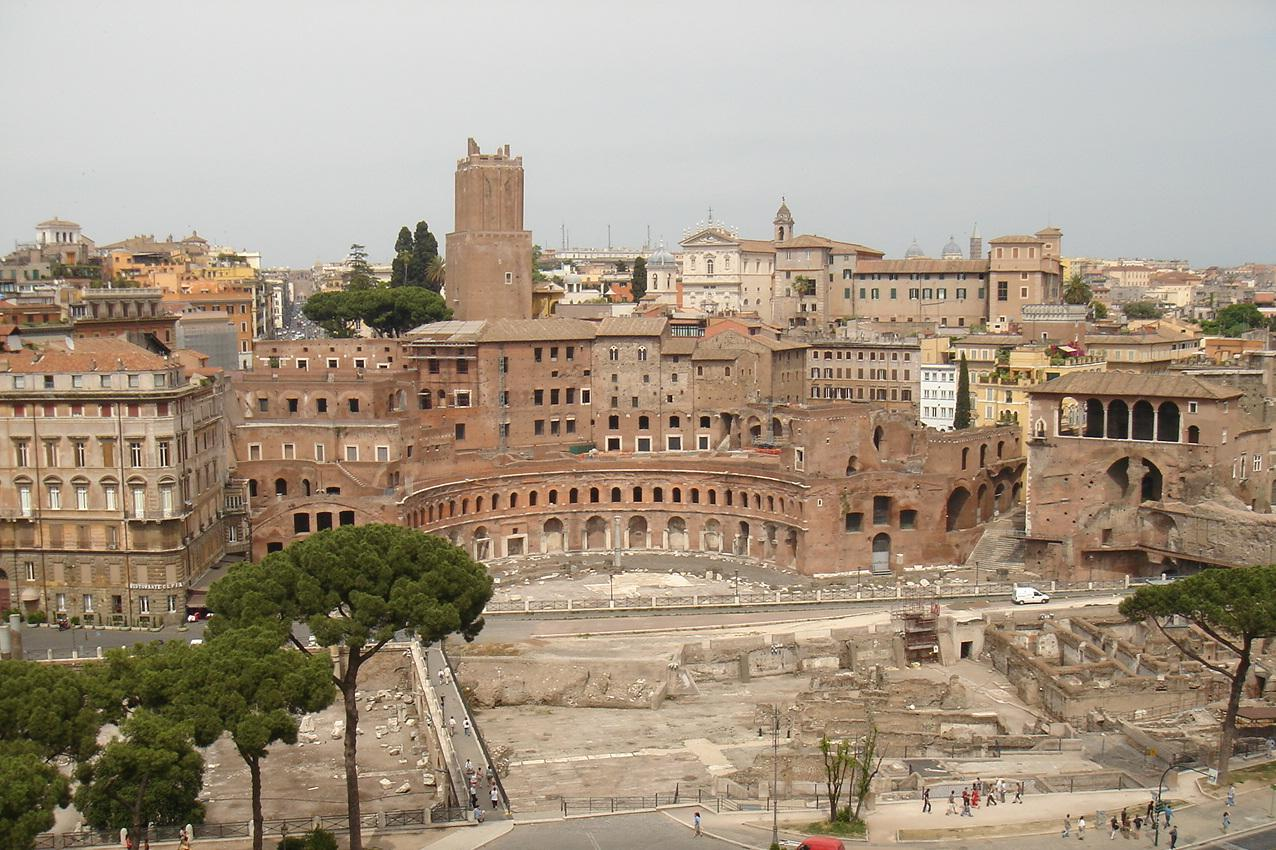

بر اساس کتیبه روی پایه آن، ارتفاع ستون تراژان برابر با عمق خاک برداشته شده از تپه کوئیرینال برای آماده‌سازی فوروم و بازار مجاور تراژان بود. این مجموعه تجاری بزرگ، با حداقل شش طبقه، در عمیق‌ترین بخش برش تپه، درست در شمال اکسدرای شمالی میدان فوروم (و از نظر فیزیکی جدا از آن) قرار دارد (شکل ۲۳.۱۹). بیش از ۱۷۰ اتاق و تالار در آن به طور سنتی به عنوان مغازه‌ها و دفاتر برای تجارت مواد غذایی و فعالیت‌های دولتی شناسایی شده‌اند. مواد غذایی فروخته شده شامل ادویه‌هایی مانند فلفل (از این رو نام خیابان، ویا بیبراتیکا، که از سطح سوم می‌گذرد) و ماهی (حوضچه‌های ماهی کشف شده‌اند) بود. تالار بزرگ باسیلیکایی مجاور ویا بیبراتیکا به عنوان یک خلاقیت مهم در انقلاب معماری رومی شناخته می‌شود. این تالار از بتن ساخته شده و شامل یک شبستان بلند با پنجره‌های بالای دیوار است که توسط هفت طاق متقاطع (طاق‌های جناغی) که روی پایه‌هایی قرار گرفته‌اند، پوشیده شده‌است - ویژگی‌ای که در ساختمان‌های حمام بزرگ امپراتوری بعدی تکرار می‌شود. دو طبقه مغازه در دو طرف شبستان قرار داشتند. تالار بازار، و در واقع کل این مجموعه، با طرح چندطبقه نامتقارن پیچیده‌اش، در تضاد با طراحی محافظه‌کارانه هم‌دوره آگوستوسی فوروم تراژان است. هر دو رویکرد در معماری امپراتوری پایتخت ارزش خود را داشتند.

#### حمام تراژان
حمام‌های عمومی یکی از ویژگی‌های اساسی شهرهای رومی بودند، همان‌طور که پیش‌تر در پمپئی مشاهده شد. در پایتخت با جمعیت زیادش، حمام‌ها مکرراً ساخته می‌شدند و به لطف ویژگی‌های بتن، می‌توانستند بزرگ و با فضاهای عظیم پوشیده از طاق باشند. امپراتوران دوران بعدی، مشتاق به نمایش سخاوت خود، اغلب مجموعه حمام‌ها را به عنوان روشی مناسب برای ارائه خدمات عمومی و نمایش عظمت امپراتوری انتخاب می‌کردند.
حمام‌های تراژان گامی مهم در عظیم‌سازی مجموعه‌های حمام بودند. اصول حمام‌های عمومی پیش‌تر در دوران جمهوری روم پایه‌گذاری شده بود، با اتاق‌هایی با درجات مختلف گرما و یک استخر آب سرد. اگرچه این حمام‌ها از طراحی حمام‌های پیشین در پایتخت امپراتوری، به ویژه حمام‌های تیتوس، پیروی می‌کردند، اما ساختمان حمام تراژان سه برابر بزرگ‌تر از حمام تیتوس بود و نه تنها شامل امکانات استحمام، بلکه اتاق‌هایی برای اهداف اجتماعی و تفریحی مختلف مانند سالن‌های سخنرانی، کتابخانه‌ها، اتاق‌های جمع‌های عمومی و باغ‌ها نیز می‌شد. این طرح الگویی برای مجموعه حمام‌های چند قرن بعد، مانند حمام‌های کاراکالا و دیوکلتیان، شد. 
این حمام‌ها بر روی تپه اپیوس (شیب جنوبی اسکوئیلین) و بر روی سکویی در بالای ویرانه‌های دوموس آورئا ساخته شدند و کار آپولودوروس دمشقی بودند. ساختمان حمام در مرکز یک سکوی بزرگ به ابعاد ۲۵۰ متر در ۲۱۰ متر قرار داشت. اضلاع شرقی و غربی این سکو با اتاق‌های کوچکی احاطه شده بودند؛ در میان آن‌ها و در سه طرف ساختمان اصلی، باغ‌هایی قرار گرفته بودند. اتاق‌های اصلی که ورودی آن‌ها از سمت شمال بود، در امتداد یک محور شمالی-جنوبی قرار داشتند و اتاق‌های فرعی به صورت متقارن در دو طرف چیده شده بودند. 
پس از ورود، ابتدا به استخر شنا می‌رسیدند که از سه طرف با رواق‌های ستون‌دار محصور شده بود و در سمت جنوب آن یک اکسدرا قرار داشت. در دو طرف استخر، اتاق‌های کوچکی با ابعاد یکسان و دو روتوندا با طاقچه‌هایی وجود داشتند که احتمالاً به عنوان فریجیداریوم (اتاق آب سرد) استفاده می‌شدند. با ادامه مسیر پس از استخر، به یک تالار مرکزی می‌رسیدند که در شرق و غرب آن پالائستراها یا حیاط‌های مستطیل‌شکل برای ورزش، همراه با نیم‌دایره‌هایی الحاق شده بودند. سپس اتاق‌های استحمام و در نهایت، در جنوبی‌ترین نقطه برای بهره‌گیری از نور خورشید، کالداریم (اتاق آب گرم) قرار داشت که دارای سه بخش طاق‌دار با طاقچه‌های مستطیل‌شکل و اپس‌های نیم‌دایره‌ای بود. 

#### ستون تراژان
معماری و تزئینات

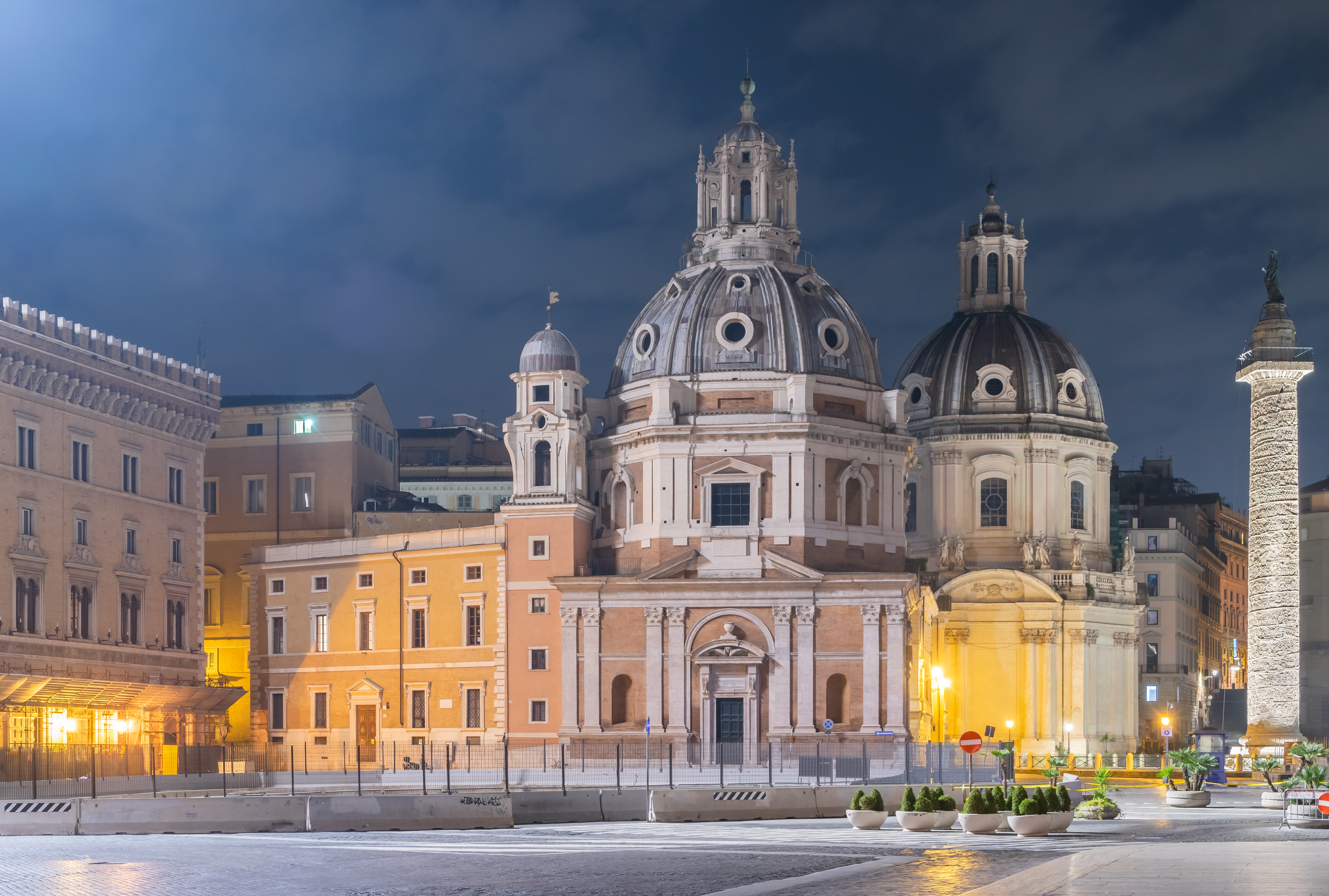

ستون تراژان بر پایه‌ای مکعبی بنا شده که نمای خارجی آن با نقوش برجسته تجهیزات نظامی و زره‌های جنگی تزئین شده است. در بخش فوقانی، چهار عقاب در چهار گوشه قرار دارند که تاج‌گل‌هایی از برگ بلوط بین آنها آویزان است. وجه جنوب غربی پایه حاوی دو پیکره نیکه در حال نگهداری لوحی با کتیبه‌ای مهم است. در زیر این کتیبه، دری به دهلیز کوچکی منتهی می‌شود که از طریق پلکانی به دو اتاق متوالی راه پیدا می‌کند (شکل ۲). 
کارکرد و هدف ساخت
بر اساس منابع تاریخی (کاسیوس دیو 68.16.3؛ ائوترپیوس 8.5.2؛ اپی‌تومه‌ی قیصرها 13.11)، جیاکومو بونی اتاق داخلی را محل دفن تراژان و احتمالاً همسرش پلوطینا شناسایی کرده است. این اتاق‌ها از ابتدا در طراحی گنجانده شده بودند، هرچند بر پایداری سازه تأثیر منفی گذاشتند. تحلیل‌های اخیر نشان می‌دهد ستون ابتدا به عنوان بنایی افتخاری توسط مجلس سنا تصویب شده بود ، در حالی که زانکر (1970) معتقد بود تراژان از ابتدا قصد داشته آن را به عنوان آرامگاه نهایی خود طراحی کند. 
ویژگی‌های منحصر به فرد
در پایه ستون، اتاق کوچکی وجود دارد که احتمالاً به مشکلات مهندسی پیشین پیچیدگی افزوده است (شکل ۶). پنجره‌ای مستطیلی با شیب داخلی، نور را به سمت محراب و کف هدایت می‌کرد. این اتاق ممکن است ابتدا محل قربانی‌های نیایشی یا نگهداری اشیای نذری بوده باشد، قبل از تبدیل شدن به آرامگاه در سال 117. 
ارتباطات معماری
طراحی مجموعه ارتباطات معناداری با بناهای پیشین داشت:
- محور شمالی-جنوبی ادامه محور معبد صلح بود
- موقعیت ستون‌ها از معبد ونوس ژنتریکس در میدان قیصر الهام گرفته بود
- مجموعه به صورت تصویری وارونه از معبد صلح طراحی شده بود 
مواد و تزئینات
فضاهای داخلی با مواد متنوعی آراسته شده بودند:
- سنگ‌فرش مرمر صورتی «پورتا سانتا» در تالارهای بزرگ
- ستون‌های گرانیت خاکستری مصری
- تزئینات از جنس «جیالو آنتیکو» و «پاوناستتو»
- تاج‌قرنیزهای تزئینی 

سبک معماری
تشابهی میان پایه ستون و محراب‌های تدفینی رومی وجود دارد که معمولاً با درهای دوگانه و تزئیناتی مانند عقاب‌ها همراه بودند (شکل ۷) . ستون تراژان ترکیبی از دو عنصر تدفینی سنتی - محراب و ستون - است. 
چالش‌های طراحی
با وجود مقیاس بزرگ، دیدن پیکره‌های کوچک و پرتعدد دشوار بود. نزدیکی ستون به ساختمان‌های اطراف مانند کتابخانه اولپیا نیز مانع دید کافی می‌شد. طراحی مارپیچی نوار نقش‌برجسته، دنبال کردن روایت را دشوار می‌ساخت. 
سناریوهای ممکن برای هدف ساخت
1) ستون ابتدا به عنوان یادمان افتخاری ساخته شده و پس از مرگ تراژان به آرامگاه تبدیل شده باشد.
2) در مراحل ساخت تغییر کاربری داده و به آرامگاه افزوده شده باشد.
3) از ابتدا به عنوان آرامگاه طراحی شده باشد.
دیدگاه غالب امروزی نظریه زانکر (1970) است که معتقد به طراحی اولیه ستون به عنوان آرامگاه بوده است. 

## بخش سازه

### مصالح ساختمانی
مصالح ضروری مانند طناب باکیفیت، الوار، آهک، پوزولانا، آجر و تراورتن از مناطق اطراف رم با استفاده از رودخانه‌های تیبر یا آنیو در صورت امکان یا در برخی موارد از مکان‌های دورتر تأمین می‌شدند.
قاب بندی شده توسط ایوان های منحنی، معبد تراژان آخرین و باشکوه‌ترین تجلیِ این الگوست. استفاده گسترده از سنگ مرمرهای رنگی، قدرت امپراتوری را برجسته می‌کرد - قدرتی که توان سازماندهی منابع انسانی عظیم برای تأمین این مصالح گرانقیمت خارجی را داشت. انعکاس نور بر سطح‌های صیقلی و طرحدار این سنگ‌ها، جلوه بصری ساختمان‌هایی را که در آن‌ها به‌کار رفته بودند غنا می‌بخشید، و رنگ‌های آنها عناصر معماری مهم را برجسته می‌ساخت.
بدنه ستون‌ها در ساختمان‌های اطراف میدان و پیکره‌های عظیم‌الجثه اسیران داسی بر بالای طبقه بالایی بازیلیکا اولپیا، از سنگ مرمر سفید بنفشرگهدار ترکی‌ای به نام «پاوناستتو» بودند. پله‌هایی که به سازه‌های مختلف فوروم می‌رسیدند، از سنگ مرمر طلایی بنفشرگهدار تونسی، یعنی «جیالو آنتیکو» ساخته شده بودند و چارچوبی زیبا برای میدان مرکزی، که با سنگفرش‌های مستطیلی از سنگ مرمر سفیدِ خنثیِ بصری پوشیده بود، فراهم می‌کردند.
در گزارش منتشر شده از کاوش‌های سال ۱۹۰۶ در حیاط ستون، بونی اشاره کرد که فونداسیون بتنی ستون از میان لایه زیرسازی ۷۰ سانتی‌متری (متشکل از پپرینو، سلکه، تراورتن، مرمر و سنگ آهک) عبور کرده است که به عنوان پایه برای سنگفرش مرمرین حیاط ستون قرار داده شده بود. شیار (به عرض ۱۲-۲۰ سانتی‌متر) بین لبه لایه زیرسازی و فونداسیون ستون سپس با مخلوطی از سلکه و ملات ساخته شده با پوزولانای قرمز پر شد. رابطه بین پرکننده و فونداسیون به این معنی گرفته شده است که ستون یک فکر بعدی بوده و بخشی از طرح اولیه نبوده است. با این حال، باید توجه داشت که تنها بقایای سنگفرش مرمرین سفید در امتداد ضلع غربی حیاط و دور از فونداسیون یافت شده است. بونی هرگز پیشنهاد نکرد که فونداسیون ستون از سنگفرش نهایی حیاط عبور کرده باشد. در واقع، هیچ مدرکی وجود ندارد که نشان دهد سنگفرش مرمرین قبل از افزودن فونداسیون ستون قرار داده شده باشد. لایه زیرسازی صرفاً یک سطح پایدار و تراز ایجاد می‌کرد تا کارگران و مصالح به راحتی به محل ساخت دسترسی داشته باشند. وجود سازه‌های قبلی در این منطقه آماده‌سازی زیادی را قبل از شروع کار سنگین ساخت ستون می‌طلبید. بنابراین فونداسیون ستون را نباید به عنوان یک «فکر بعدی» تفسیر کرد: بلکه باید آن را به عنوان بخشی از توالی منطقی ساخت‌وساز در یک محل دشوار و پیچیده دید.
ردیف‌های ستون‌ها درون بازیلیکا، چشماندازهایی رازآلود و دوردست تولید می‌کردند که در فضاهایی تاریک فرو می‌رفتند و با نور روز که از منابع مخفی وارد می‌شد برجسته می‌شدند. و ستون‌های «جیالو آنتیکو» در سه ایوان بازیلیکا اولپیا از ایوان «پاوناستتو»ی نمای جنوبی‌اش برجسته‌تر بودند. درون بازیلیکا اولپیا، تناوب منظم ستون‌های «جیالو آنتیکو»، «پاوناستتو»، و «آفریکانو» — سنگ مرمر بنفش‌ملایم و سیاه ترکی‌ای — رنگ‌های ایوان‌ها، نیم‌دایره‌ها، و میدان بیرونی را بازتاب می‌داد. همین مصالح در کتابخانه‌ها نیز به‌کار رفته بودند، و فضای داخلی‌شان را با ساختمان‌های همجوار مرتبط می‌ساختند.
اگرچه از نظر بصری با این سنگ‌های مرمر رنگی و عناصر هندسی ساده یکپارچه شده بود، میدان احتمالاً برای بازدیدکنندگان باستانی بسیار پیچیده به‌نظر می‌رسیده است. هنگام نگاه به یکی از ایوان‌های جانبی از میدان روشن، آن‌ها تنها به‌طور مبهم صف منظم پیلسترهایی را مشاهده می‌کردند که دیوار پشتی را به دهانه‌هایی تقسیم می‌کرد، و در مرکز، فضای روشن‌تر و بلندتری از نیم‌دایره نمایان بود. این نیم‌دایره‌ها و ردیف‌های منظم ستون‌ها درون بازیلیکا، چشماندازهایی دوردست و رازآلود ایجاد می‌کردند که به فضاهای تاریک عقب می‌نشستند، و با نور روزی که از منابعی ماهرانه پنهان شده بود وارد می‌شد، برجسته می‌شدند.

### سیستم سازه ای
فوروم تراژان به عنوان یکی از شاهکارهای مهندسی رومی، از مصالح ساختمانی باکیفیت و تکنیک‌های پیشرفته ساخت بهره می‌برد. برای مثال ستون تراژان این عمدتاً از 29 بلوک مرمر لونا ساخته شده که مجموعاً بیش از 1100 تن وزن دارند. مرمر لونا (از معادن کارارای کنونی ایتالیا) به دلیل استحکام و زیبایی ظاهری انتخاب شد که امکان ایجاد نقوش برجسته با جزئیات دقیق را فراهم می‌کرد.
ویژگی‌های مصالح و روش‌های ساخت:
1. سیستم زیرسازی آجری
کاوش‌ها نشان می‌دهد از قالب‌های آجری غیرمعمولی در زیرساخت‌های طاق‌دار استفاده شده که به عنوان تقویت‌کننده برای طاق‌های حامل بلوک‌های ستون عمل می‌کرده‌اند. این آجرها با دقت انتخاب شده بودند تا وزن عظیم بلوک‌های مرمری را تحمل کنند.
2. دستگاه بالابری
برای جابجایی بلوک‌های مرمرین از دستگاه‌های بالابری پیچیده‌ای استفاده می‌شد که شامل:
- داربست‌های چوبی محکم
- طناب‌های مقاوم ساخته شده از الیاف طبیعی
- وینچ‌های بزرگ با مکانیزم پیشرفته
این سیستم بر اساس محاسبات دقیق ظرفیت تحمل مصالح طراحی شده بود.
3. ملات و اتصالات
- از ملات‌های مخصوص برای استحکام بخشیدن به اتصالات بین بلوک‌ها استفاده می‌شد
- برخی بلوک‌ها با بست‌های فلزی به هم متصل می‌شدند
- سطح بلوک‌ها با دقت پرداخت می‌شد تا نقوش برجسته به خوبی نمایان شوند
4. انتقال مصالح
بلوک‌های مرمرین از معادن کارارا با کشتی به رم منتقل می‌شدند. موقعیت محل ساخت در نزدیکی رود تیبر، انتقال این مصالح سنگین را تسهیل می‌کرد.
این بنا گواهی بر مهارت رومیان در انتخاب مصالح مناسب و به کارگیری تکنیک‌های نوین ساخت‌وساز است. ترکیب مرمر باکیفیت، سیستم‌های آجری تقویتی و دستگاه‌های بالابری پیشرفته، امکان ایجاد چنین بنای عظیمی را در قلب شهر رم فراهم کرده بود. 

### رابطه ی فرم و سازه

##### ۱. طراحی فضایی و تجربه بصری
میدان تراژان با ترکیب دقیق هندسه و پیچیدگی‌های بصری طراحی شده بود که تجربه‌ای منحصر به فرد برای بازدیدکنندگان ایجاد می‌کرد. این مجموعه معماری شامل چندین لایه کشف تدریجی بود:
سلسله مراتب بصری:
```
بازدیدکنندگان تنها پس از ورود به حیاط ستوندار اطراف ستون تراژان می‌توانستند آن را به طور کامل مشاهده کنند (شکل ۱) 
[
۴
]
. این طراحی هوشمندانه، پیاده‌روی ساده در میدان را به مجموعه‌ای از کشف‌های بصری تدریجی تبدیل می‌کرد.
```

نورپردازی و فضاسازی:
```
بازی نور و سایه از طریق ایوان‌ها، همیسایکل‌ها و ستون‌بندی‌های متوالی خلق می‌شد. وقتی بازدیدکننده از منطقه روشن میدان به ایوان‌های جانبی نگاه می‌کرد، به سختی می‌توانست صف منظم پیلسترهای تقسیم‌کننده دیوار پشتی را تشخیص دهد. 
[
۴
]
```

نقاط کانونی:
```
سه طاق نصرت در دیوار جنوبی، با مجسمه عظیم زراندود تراژان (با تاج پیروزی) در طاق مرکزی، نقطه کانونی اولیه مجموعه را تشکیل می‌دادند و نگاه بازدیدکنندگان را به خود جلب می‌کردند. 
[
۴
]
```

##### ۲. الگوهای تکرارشونده و توسعه معماری
معماری میدان از الگوی «موضوع اوج‌دار و تنوع» پیروی می‌کرد که در سراسر مجموعه قابل مشاهده بود:
الگوی پایه:
```
ترکیب نیمدایره‌ها و فضاهای مستطیلی در مقیاس‌های مختلف
```

تکرار و توسعه:
```
این الگو در ایوان‌های شرقی و غربی (شکل‌های ۱.۶ و ۹)، اپس‌های بازیلیکا اولپیا (شکل‌های ۱.۴ و ۵) و کتابخانه‌ها (شکل‌های ۱.۲ و ۳) تکرار شده بود. 
[
۴
]
```

پیشرفت تدریجی:
```
هر تکرار الگو با افزایش اندازه و پیچیدگی همراه بود
```

##### ۳. نمادگرایی سیاسی و عملکرد عمومی
میدان تراژان هم به عنوان فضای عمومی و هم ابزار تبلیغات سیاسی عمل می‌کرد:
تقابل مفهومی:
دو میدان روبروی هم نماد جنگ و صلح امپراتوری بودند

نماد قدرت:
```
مجسمه تراژان به عنوان محور مرکزی، عظمت و قدرت امپراتوری را نمایش می‌داد
```

طراحی هوشمندانه:
```
عناصر معماری هم عملکرد عمومی داشتند و هم نظم و قدرت امپراتوری را تبلیغ می‌کردند
```

##### ۴. جزئیات ساختاری و فناوری ساختمان
رواق‌های احاطه‌کننده سه طرف حیاط ستون بر روی زیرساخت‌های طاق‌دار بتنی قرار گرفته بودند که نشان‌دهنده تلاش فوق‌العاده برای آماده‌سازی محل بود. یک ویژگی غیرمعمول، استفاده از دنده‌های آجری بایپدالیس برای تقویت طاق زیرساخت رواق شمالی بود که احتمالاً برای تحمل وزن بلوک‌های مرمرین ستون طراحی شده بود. 

##### ۵. عملکردهای چندگانه
بر اساس شواهد باستان‌شناسی و متون تاریخی:
- طاقچه‌های دیوارهای داخلی و ارجاعات متنی نشان می‌دهند برخی تالارها ممکن است به عنوان کتابخانه استفاده می‌شدند
- طراحی فضایی امکان برگزاری مراسم عمومی و آیین‌های مذهبی را فراهم می‌کرد
این مجموعه معماری با ترکیب عملکرد عمومی، نمادگرایی سیاسی و نوآوری‌های فنی، نمونه بی‌نظیری از معماری رومی در اوج قدرت امپراتوری به شمار می‌رود.